# اولگا موروزووا
 اولگا موروزووا (روسی: Ольга Васильевна Морозова؛ زاده ۲۲ فوریهٔ ۱۹۴۹) یک تنیس‌باز اهل اتحاد جماهیر شوروی سوسیالیستی است.